# Manaos Athletic Club
El Manaos Athletic Club fou un club de futbol brasiler de la ciutat de Manaus a l'estat d'Amazones.

## Història
El club va ser fundat el 1913. Guanyà el Campionat amazonense el 1914 i el 1915. Posteriorment desaparegué.

## Palmarès
- Campionat amazonense:
  - 1914, 1915

## Estadi
Manaos Athletic Club jugava els seus partits a l'Estadi Parque Amazonense. Tenia una capacitat per a 12.000 espectadors.